# AZ Рака
AZ Рака (лат. AZ Cancri) − переменная звезда типа UV Кита, т. н. вспыхивающая звезда. Находится в созвездии Рака на расстоянии около 50 световых лет от нас. Это красный карлик, очень тусклая и относительно холодная звезда класса М главной последовательности.